# 莫兰指数

图中白色和黑色方块完全分散，此时依据四邻规则计算的莫兰指数为-1。如果白色方块集中在棋盘的一半，黑色方块集中在另一半，随着方块数增加，莫兰指数会逼近+1。方块颜色随机排列时，莫兰指数会接近0。

统计学中，莫兰指数（Moran's I）是Patrick Alfred Pierce Moran提出的一种空间自相关度量。空间自相关即空间中邻近的位置之间存在相关性。空间自相关比一维自相关更复杂，因为空间相关性是多维的（即空间的二维或三维）和多方向的。

## 全局莫兰指数
全局莫兰指数（I）是对空间数据的整体聚集的度量，其定义如下：
{\displaystyle I={\frac {N\sum _{i=1}^{N}\sum _{j=1}^{N}w_{ij}(x_{i}-{\bar {x}})(x_{j}-{\bar {x}})}{W\sum _{i=1}^{N}(x_{i}-{\bar {x}})^{2}}}}
其中：
- {\displaystyle N}是空间单元的个数；
- {\displaystyle i}和{\displaystyle j}是两个空间单元的索引编号；
- {\displaystyle x}是相关变量；{\displaystyle {\bar {x}}}是{\displaystyle x}的平均值；
- {\displaystyle w_{ij}}是空间单元{\displaystyle i}和{\displaystyle j}之间关系的空间权重，主对角线上取值为0（即{\displaystyle w_{ii}=0}）；
- {\displaystyle W}是所有{\displaystyle w_{ij}}的总和。

### 定义空间权重矩阵
I的值可能很大程度上依赖空间权重矩阵{wij}中的假设。之所以需要该矩阵，是因为在处理空间自相关和建立空间相互作用模型时，需要约束予以考虑的邻居的数量。这与托布勒的地理学第一定律有关，该定律指出，所有事物都是相关的，但更接近的事物更相关——换句话说，该定律表明空间中存在距离衰减，尽管所有观测值都对其他观测值有影响，但在某个距离阈值后，其影响已经微弱得可以忽略不计。
其思路是构建一个矩阵，以准确地反映对讨论的特定空间现象的假设。一种常见的做法是，如果两个空间单元是邻居，则权重为1，否则为0（但“邻居”的定义可能会有所不同）。另一种常见的方法可能是给k个最近的邻居赋予1的权重，其他为0。还有一种方法是使用距离衰减函数来分配权重。有时，共边的长度用于为邻居分配不同的权重。空间权重矩阵的选择应以研究的相关现象的理论为指导。I的值对权重非常敏感，并且会影响对现象的结论，尤其是在使用距离时。

### 期望值
在不存在空间自相关的虛無假說下，莫兰指数的期望值为：
{\displaystyle E(I)={\frac {-1}{N-1}}}
对应该期望值的零分布是{\displaystyle x}输入遵循随机均匀地选取的排列{\displaystyle \pi }。
在大样本量下（即N趋于无穷大时），期望值接近于零。
其方差等于
{\displaystyle \operatorname {Var} (I)={\frac {NS_{4}-S_{3}S_{5}}{(N-1)(N-2)(N-3)W^{2}}}-(E(I))^{2}}
其中
{\displaystyle S_{1}={\frac {1}{2}}\sum _{i}\sum _{j}(w_{ij}+w_{ji})^{2}}
{\displaystyle S_{2}=\sum _{i}\left(\sum _{j}w_{ij}+\sum _{j}w_{ji}\right)^{2}}
{\displaystyle S_{3}={\frac {N^{-1}\sum _{i}(x_{i}-{\bar {x}})^{4}}{(N^{-1}\sum _{i}(x_{i}-{\bar {x}})^{2})^{2}}}}
{\displaystyle S_{4}=(N^{2}-3N+3)S_{1}-NS_{2}+3W^{2}}
{\displaystyle S_{5}=(N^{2}-N)S_{1}-2NS_{2}+6W^{2}}
I的值通常在−1到+1之间。显着低于-1/(N-1)的值表示空间负相关（分散），显着高于-1/(N-1)的值表示空间正相关（集聚）。对于统计假說檢定，莫兰指数的值可以转换为Z-分数。
莫兰指数与吉尔里C数成负相关，但并不完全等同。莫兰指数是全局空间自相关的度量，而吉尔里C数对局部空间自相关更敏感。

## 局部莫兰指数
全局空间自相关分析只能得到一个概括整个研究区域的一个统计量。换句话说，全局分析假设空间是相对均质的。若该假设不成立，那么只有一个统计数据是意义不大，因为统计数据在空间上应该是不同的。
而且，即使不存在全局自相关或聚类，我们仍然可能通过局部空间自相关分析，在局部层面上找到聚类。“空间关联的局部指标”（local indicators of spatial association，LISA）利用莫兰指数是叉积总和这一事实，通过计算每个空间单元的局部莫兰指数并评估每个Ii的统计显著性来评估这些个体单元的聚类。局部莫兰指数最早由卢卡·安瑟林于1995年提出。由全局莫兰指数的等式可导出：
{\displaystyle I_{i}={\frac {x_{i}-{\bar {x}}}{m_{2}}}\sum _{j=1}^{N}w_{ij}(x_{j}-{\bar {x}})}
其中：
{\displaystyle m_{2}={\frac {\sum _{i=1}^{N}(x_{i}-{\bar {x}})^{2}}{N}}}
因此，
{\displaystyle I=\sum _{i=1}^{N}{\frac {I_{i}}{N}}}
I为衡量全局空间自相关性的全局莫兰指数，Ii为局部莫兰指数，N为地图中分析单元的总数。
空间关联的局部指标可以用GeoDa软件来计算，其中就包含了局部莫兰指数的计算功能。

## 应用
莫兰指数广泛应用于地理学和地理信息科学领域。例子有：
- 健康变量的地理差异分析[6]；
- 表征公共水中锂浓度对心理健康的影响[7]；
- 方言学中，用来衡量区域语言变异的显著性[8]；
- 地貌学研究中，用来定义有意义的地形分割的目标函数[9]。